# U-956
Unterseeboot 956 foi um submarino alemão do Tipo VIIC, pertencente a Kriegsmarine que atuou durante a Segunda Guerra Mundial.

## Comandantes
| Comandante              | Data                                      |
| ----------------------- | ----------------------------------------- |
| Kptlt. Hans-Dieter Mohs | 6 de janeiro de 1943 - 13 de maio de 1945 |

## Subordinação
Durante o seu tempo de serviço, esteve subordinado às seguintes flotilhas:
| Período                                       | Flotilha                                   |
| --------------------------------------------- | ------------------------------------------ |
| 6 de janeiro de 1943 - 30 de junho de 1943    | 5. Unterseebootsflottille (treinamento)    |
| 1 de julho de 1943 - 31 de dezembro de 1943   | 1. Unterseebootsflottille (serviço ativo)  |
| 1 de janeiro de 1944 - 30 de setembro de 1944 | 11. Unterseebootsflottille (serviço ativo) |
| 1 de outubro de 1944 - 8 de maio de 1945      | 13. Unterseebootsflottille (serviço ativo) |

## Operações conjuntas de ataque
O U-956 participou das seguinte operações de ataque combinado durante a sua carreira:
- Rudeltaktik Monsun (3 de outubro de 1943 - 3 de novembro de 1943)
- Rudeltaktik Isegrim (8 de janeiro de 1944 - 17 de janeiro de 1944)
- Rudeltaktik Werwolf (27 de janeiro de 1944 - 1 de fevereiro de 1944)
- Rudeltaktik Blitz (24 de março de 1944 - 5 de abril de 1944)
- Rudeltaktik Trutz (28 de junho de 1944 - 10 de julho de 1944)
- Rudeltaktik Dachs (1 de setembro de 1944 - 4 de setembro de 1944)
- Rudeltaktik Grimm (14 de setembro de 1944 - 2 de outubro de 1944)
- Rudeltaktik Panther (16 de outubro de 1944 - 10 de novembro de 1944)
- Rudeltaktik Stier (30 de dezembro de 1944 - 8 de janeiro de 1945)